# Aleidis van Vermandois
Aleidis van Vermandois (916 - Brugge, 10 oktober 960). ook wel Adela van Vermandois, was een dochter van Herbert II van Vermandois en van Adelheid van Frankrijk. Zij is begraven in de Sint-Pietersabdij (Gent).
In 934 werd zij (vermoedelijk de tweede) echtgenote van graaf Arnulf I van Vlaanderen. Het paar kreeg de volgende kinderen:
- Liutgard van Vlaanderen (935/940 - 29 september 962), in of na 953 gehuwd met Wichman IV, graaf van Hamaland
- Boudewijn III (tussen 935/940 - 1 januari 962)
- Egbert (ovl. voor 10 juli 953)
- Elftrude (ovl. na 965), in 960/965 gehuwd met Siegfried I van Guînes

## Voorouders
| Voorouders van Aleidis van Vermandois (916-960) | Voorouders van Aleidis van Vermandois (916-960)              | Voorouders van Aleidis van Vermandois (916-960)              | Voorouders van Aleidis van Vermandois (916-960)              | Voorouders van Aleidis van Vermandois (916-960)              | Voorouders van Aleidis van Vermandois (916-960)              | Voorouders van Aleidis van Vermandois (916-960)              | Voorouders van Aleidis van Vermandois (916-960)              | Voorouders van Aleidis van Vermandois (916-960)              |
| ----------------------------------------------- | ------------------------------------------------------------ | ------------------------------------------------------------ | ------------------------------------------------------------ | ------------------------------------------------------------ | ------------------------------------------------------------ | ------------------------------------------------------------ | ------------------------------------------------------------ | ------------------------------------------------------------ |
| Overgrootouders                                 | Pepijn van Vermandois (818-850) ∞ ? (-)                      | Pepijn van Vermandois (818-850) ∞ ? (-)                      | ? (-) ∞ ? (–)                                                | ? (-) ∞ ? (–)                                                | Robert IV de Sterke (820-866) ∞ Adelheid van Tours (-866)    | Robert IV de Sterke (820-866) ∞ Adelheid van Tours (-866)    | ? (-) ∞ ? (–)                                                | ? (-) ∞ ? (–)                                                |
| Grootouders                                     | Herbert I van Vermandois (850-900/907) ∞ Bertha van Morvois  | Herbert I van Vermandois (850-900/907) ∞ Bertha van Morvois  | Herbert I van Vermandois (850-900/907) ∞ Bertha van Morvois  | Herbert I van Vermandois (850-900/907) ∞ Bertha van Morvois  | Robert van Bourgondië (866-923) ∞ ? (-)                      | Robert van Bourgondië (866-923) ∞ ? (-)                      | Robert van Bourgondië (866-923) ∞ ? (-)                      | Robert van Bourgondië (866-923) ∞ ? (-)                      |
| Ouders                                          | Herbert II van Vermandois (884-943) ∞ Adelheid van Frankrijk | Herbert II van Vermandois (884-943) ∞ Adelheid van Frankrijk | Herbert II van Vermandois (884-943) ∞ Adelheid van Frankrijk | Herbert II van Vermandois (884-943) ∞ Adelheid van Frankrijk | Herbert II van Vermandois (884-943) ∞ Adelheid van Frankrijk | Herbert II van Vermandois (884-943) ∞ Adelheid van Frankrijk | Herbert II van Vermandois (884-943) ∞ Adelheid van Frankrijk | Herbert II van Vermandois (884-943) ∞ Adelheid van Frankrijk |
| Aleidis van Vermandois (916-960)                |                                                              |                                                              |                                                              |                                                              |                                                              |                                                              |                                                              |                                                              |